# Clive Franklyn Collett

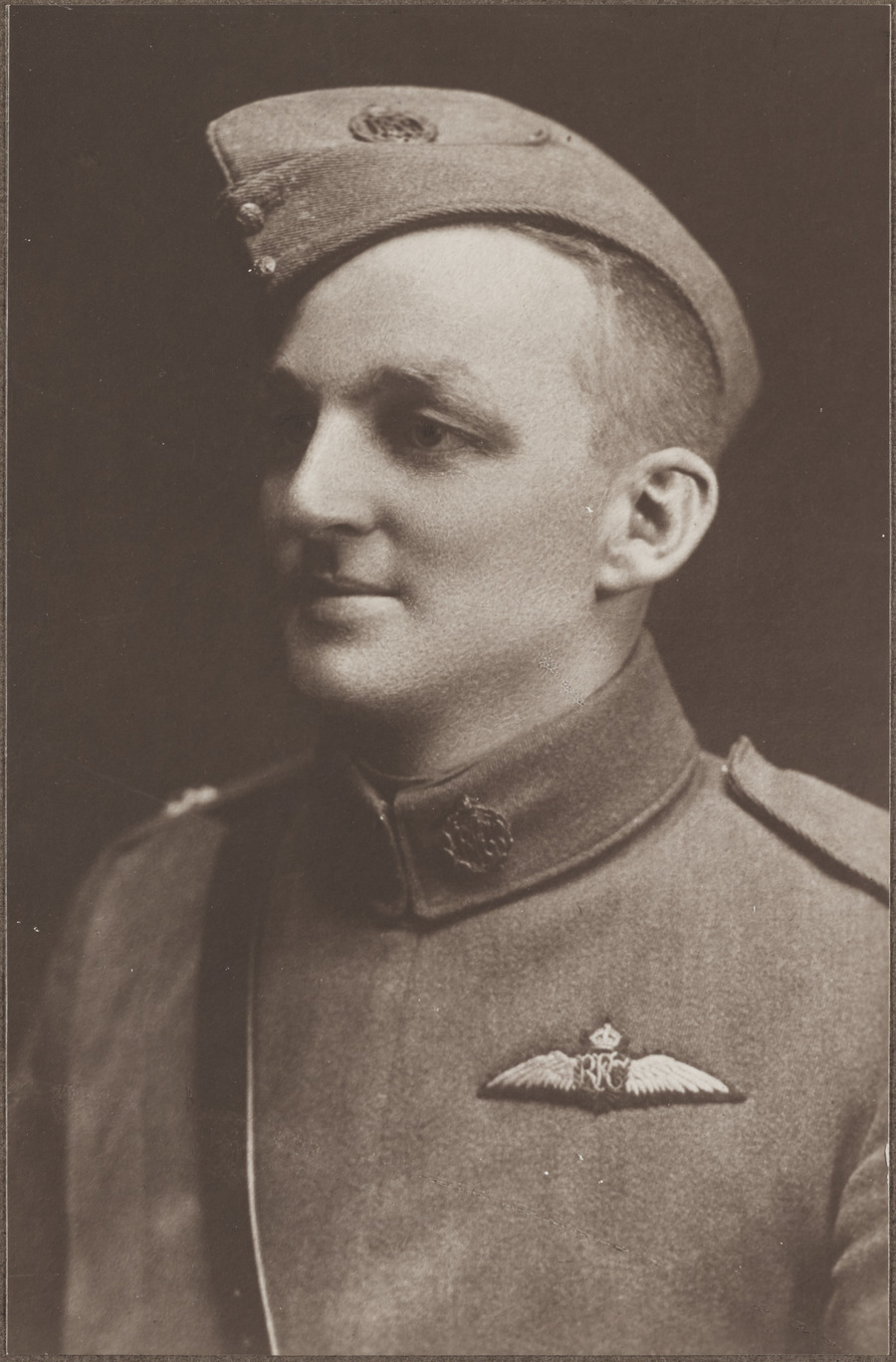
Portrait von Captain Clive Franklyn Collet

Clive Franklyn Collett MC (* 28. August 1886 in Spring Creek, Neuseeland; † 23. Dezember 1917 im Firth of Forth, Schottland) war ein neuseeländisches Fliegerass des Ersten Weltkriegs und der erste Pilot auf der Seite des Commonwealth, der einen Fallschirm benutzte.

## Leben
Collett war der Sohn eines britischen Offiziers und einer Neuseeländerin. Er war vor dem Krieg als Elektroingenieur in England tätig. 
Collett kam 1915 zum Royal Flying Corps und flog u. a. eine Vickers F.B.5. Er wurde als Testpilot eingesetzt und sprang im Januar 1917 während eines solchen Testflugs mit einem Fallschirm aus einer Royal Aircraft Factory B.E.2 ab. Dies war der erste Einsatz eines Fallschirms auf der Seite der Briten. Als Pilot einer Sopwith Camel des No. 70 Squadron machte er sich jedoch auch schnell den Ruf eines aggressiven Kampfpilots. Am 27. Juli 1917 erlangte er mit dem Abschuss einer Albatros D.V bei Ypern seinen ersten Luftsieg. Am 9. September konnte er drei Luftkämpfe für sich entscheiden. Insgesamt schoss er 11, nach anderen Angaben 12, feindliche Flugzeuge ab. Er erhielt schließlich das Military Cross verliehen und wurde von der Front abkommandiert, um wieder als Testpilot im Rang eines Captain zu dienen. 
Am 23. Dezember 1917 stürzte er bei einem Testflug mit einer erbeuteten deutschen Albatrosmaschine im Firth of Forth ab. Collett wurde auf dem Comely Bank Cemetery in Edinburgh beerdigt.
Im Laufe seiner Fliegerzeit hat Collet mindestens 46 verschiedene Flugzeugtypen geflogen.

## Auszeichnungen
- Military Cross
- British War Medal
- 1914–15 Star
- Victory Medal